# كفر شلال
كفرشلال هي إحدى القرى اللبنانية من قرى قضاء صيدا في محافظة الجنوب.
تعلو عن سطح البحر بين ٣٠٠ و ٤٠٠ متر
موجز عن تاريخ كفرشلال
كفرشلال قرية هادئة تقع في جنوب لبنان شرق صيدا.
عمر هذه القرية حوالي ٣٥٠ سنة. حوالي سنة ١٦٨٠ أتى اليها آل الحلو وسكنوا جنوب غرب القرية الحالية؛ وكان فيها أربعة بيوت "دروز" فقط من عائلات خيرالدين و صالح؛ عائلة خيرالدين تشيعوا وآل صالح ذهبوا إلى ضواحي حاصبيا؛ وفي عام ١٦٨٩ وفد آل عساف وهم شيعة من قوم عكار؛ حيث جاوروا آل الحلو وتمسحنوا؛ وثم أتى آل فارس؛ رزق؛ سويد؛ عيد؛ وحديثا" آل جبور وفي ذلك الوقت كان الأمير فخرالدين الثاني قد شجع زراعة الزيتون والتوت؛ حيث امتلأت أراضي القرية بهاتين الشجرتين؛ وبرع أهلها في تصنيع الحرير؛ ومذاك التاريخ أصبح إسم القرية "كفرشلال" أي قرية شلل الحرير أو شيل الحرير على عكس ما فسر المفسرون وأرخ المؤرخون.
ميشال الحلو